# Chiesa di Santa Maria dei Servi (Orvieto)
La Chiesa di Santa Maria dei Servi si trova a Via Belisario 2 ad Orvieto, è una chiesa cristiana di rito cattolico, una delle più antiche della rupe orvietana, risalente alla venuta in città dell’ordine fiorentino dei Servi di Maria. 

## Storia
La chiesa di Santa Maria dei Servi fu costruita nel 1259 in stile gotico, a navata unica e con le pareti esterne in tufo a vista. Tra le pareti di questa chiesa si sono svolti importanti eventi storici, che testimoniano la centralità della città di Orvieto nella storia medievale italiana ed europea. Nel 1273 la chiesa ospitò, infatti, i funerali di Arrigo d’Inghilterra alla presenza di Edoardo I d'Inghilterra, della Regina, del Papa Gregorio X e di Carlo I D'Angiò. Ancora oggi la Chiesa di Santa Maria dei Servi è sede della parrocchia di San Martino, così chiamata in memoria della preesistente chiesa abbattuta nel XIV secolo per la realizzazione della Fortezza Albornoz.

## Caratteristiche

### Esterno
Le pareti laterali ancora conservano la struttura originaria, per il resto l’estetica dell’edificio è frutto dell’importante restauro in stile neoclassico eseguito nel 1857 su progetto di Virginio Vespignani. La facciata in pietra chiara presenta un portale centrale con tre lesene decorative su ogni lato e un piccolo rosone nella sezione superiore.

### Interno
l'interno è suddiviso in tre navate e quella centrale ha la copertura a botte e le due laterali si chiudono nella tribuna. In queste ultime sono conservati importanti esempi dell’arte del Trecento e del Quattrocento orvietano. Entrando, nella cappella di destra, è possibile ammirare un crocifisso ligneo del XIV secolo con ai lati affreschi della Madonna e San Giovanni. Sulla controfacciata è raffigurato un Cristo Redentore che regge in mano un globo terrestre con su scritto Asya, Africa, Europa, due raffigurazioni di San Michele Arcangelo e il frammento di una Crocifissione. Nella cappella intitolata a San Sebastiano, alla destra dell’altare maggiore, è presente una Maestà di fine Quattrocento, mentre la sagrestia, che originariamente era la tribuna della chiesa gotica, è decorata da un fregio classicheggiante con tondi che ritraggono Santi e Beati dell’ordine dei Servi di Maria.
Nell'altare maggiore si trova la Maestà su tavola eseguita da Coppo di Marcovaldo negli anni tra il 1265 e il 1270. La tavola, dal sapore bizantineggiante, raffigura una delicata Madonna in trono che tiene sul ginocchio destro il Bambino di cui sfiora il piedino con due dita.
All'interno della Chiesa di Santa Maria dei Servi sono inoltre custodite tele di Cesare Nebbia e del Gagliardi ed una acquasantiera attribuita ad Antonio Federighi. Alla chiesa è annesso infine un ex convento francescano con all’interno un chiostro ed un pozzo realizzati da Ippolito Scalza.